# Чемпионат России по лёгкой атлетике 2005
Чемпионат России по лёгкой атлетике 2005 года проводился 10—13 июля в Туле на стадионе «Арсенал». Соревнования являлись отборочными в сборную России на чемпионат мира по лёгкой атлетике, прошедший 6—14 августа в Хельсинки, столице Финляндии. В чемпионате приняли участие 809 спортсменов (477 мужчин и 332 женщины) из 57 регионов России. На протяжении 4 дней было разыграно 38 комплектов медалей.
Лучший результат сезона в мире на дистанции 400 метров с барьерами показала Юлия Печёнкина — 53,01, более чем на секунду опередившая на финише ближайшую соперницу.
В метании копья у мужчин отличился Сергей Макаров, впервые в истории чемпионатов страны отправивший снаряд за 90 метров. Победный результат, 90,33 м, стал вторым в мировом сезоне 2005 года.
В женском финале бега на 800 метров сразу 5 участниц пробежали быстрее 2-х минут, а венцом забега стало достижение Татьяны Андриановой, установившей лучший результат сезона в мире — 1.56,07.
Свой класс в секторе для метания диска подтвердила Олимпийская чемпионка 2004 года Наталья Садова, выигравшая соревнования с результатом 65,63 м.
В женском метании молота официально зарегистрированный рекорд России превзошла Татьяна Лысенко, показавшая результат 75,95 м. Это стало повторением её личного рекорда (и лучшего результата в российской истории), установленного двумя неделями ранее на соревнованиях в Москве.
Интересные события произошли под занавес чемпионата в беге на 1500 метров. Замечательные результаты показали женщины на этой дистанции и, в особенности, победительница Юлия Чиженко, пробежавшая быстрее 4-х минут — 3.58,68, что позволило ей стать лидером мирового сезона. Олимпийский чемпион 2004 года в беге на 800 метров Юрий Борзаковский попробовал свои силы на более длинной, «непрофильной» для себя дистанции 1500 метров и, в фирменном стиле ускорившись за 200 метров до финиша, стал чемпионом страны с неплохим результатом 3.40,28. Позади остались как специалисты данной дисциплины (Вячеслав Шабунин, Александр Кривчонков), так и бегуны на более короткие (Дмитрий Богданов, Рамиль Ариткулов) и длинные дистанции (Сергей Иванов, Павел Потапович).
На протяжении 2005 года в различных городах были проведены также чемпионаты России в отдельных дисциплинах лёгкой атлетики:
- 18—20 февраля — зимний чемпионат России по длинным метаниям (Адлер)
- 12—13 марта — зимний чемпионат России по спортивной ходьбе (Адлер)
- 2 апреля — чемпионат России по горному бегу (вверх) (Железноводск)
- 29 апреля — чемпионат России по кроссу (весна) (Жуковский)
- 7—8 мая — чемпионат России по суточному бегу по стадиону (Москва)
- 21 мая — чемпионат России по горному бегу (вверх-вниз) (Токсово)
- 22 мая — чемпионат России по марафону (Москва)
- 11—12 июня — чемпионат России по спортивной ходьбе (Саранск)
- 14—15 июня — чемпионат России по многоборьям, бегу на 1 милю и 10 000 метров (Тула)
- 7 августа — чемпионат России по бегу на 50 км и 100 км (Пущино)
- 3—4 сентября — чемпионат России по суточному бегу по шоссе (Санкт-Петербург)
- 11 сентября — чемпионат России по полумарафону (Саранск)

## Медалисты

### Мужчины
| Дисциплина                          | Золото                                                                                 | Золото             | Серебро                                                                                            | Серебро            | Бронза                                                                                        | Бронза             |
| ----------------------------------- | -------------------------------------------------------------------------------------- | ------------------ | -------------------------------------------------------------------------------------------------- | ------------------ | --------------------------------------------------------------------------------------------- | ------------------ |
| 100 м (ветер: +0,7 м/с)             | Андрей Епишин Московская область Москва                                                | 10,32              | Александр Смирнов Москва Карелия                                                                   | 10,32              | Александр Рябов Самарская область Москва                                                      | 10,35              |
| 200 м (ветер: 0,0 м/с)              | Олег Сергеев Тюменская область                                                         | 21,04              | Ильдар Гафаров Свердловская область                                                                | 21,20              | Валерий Кирдяшёв Волгоградская область                                                        | 21,26              |
| 400 м                               | Дмитрий Форшев Свердловская область                                                    | 46,28              | Андрей Рудницкий Тюменская область ХМАО                                                            | 46,31              | Владислав Фролов Тамбовская область                                                           | 46,36              |
| 800 м                               | Дмитрий Богданов Московская область Санкт-Петербург                                    | 1.47,12            | Максим Адамович Московская область                                                                 | 1.47,26            | Юрий Колдин Рязанская область                                                                 | 1.48,23            |
| 1500 м                              | Юрий Борзаковский Московская область                                                   | 3.40,28            | Сергей Иванов Чувашия                                                                              | 3.41,27            | Вячеслав Шабунин Москва                                                                       | 3.41,70            |
| 5000 м                              | Павел Шаповалов Хабаровский край                                                       | 13.34,53           | Сергей Иванов Чувашия                                                                              | 13.44,52           | Павел Наумов Москва Белгородская область                                                      | 13.44,76           |
| 3000 м с препятствиями              | Роман Усов Челябинская область Курская область                                         | 8.26,96            | Андрей Ольшанский Москва                                                                           | 8.29,55            | Андрей Фарносов Москва Московская область                                                     | 8.30,19            |
| 110 м с барьерами (ветер: +1,5 м/с) | Игорь Перемота Челябинская область                                                     | 13,51              | Яков Петров Свердловская область                                                                   | 13,81              | Павел Онищенко Москва Пензенская область                                                      | 13,92              |
| 400 м с барьерами                   | Михаил Липский Свердловская область                                                    | 50,13              | Александр Деревягин Новосибирская область Кемеровская область                                      | 50,26              | Александр Борщенко Томская область Новосибирская область                                      | 50,28              |
| Прыжок в высоту                     | Вячеслав Воронин Москва Северная Осетия                                                | 2,32 м             | Андрей Терёшин Москва Ивановская область                                                           | 2,32 м             | Иван Ухов Свердловская область                                                                | 2,30 м             |
| Прыжок с шестом                     | Игорь Павлов Москва Орловская область                                                  | 5,80 м             | Дмитрий Купцов Челябинская область                                                                 | 5,65 м             | Павел Герасимов Москва                                                                        | 5,60 м             |
| Прыжок в длину                      | Виталий Шкурлатов Волгоградская область                                                | 8,07 м (−0,2 м/с)  | Владимир Малявин Москва                                                                            | 8,00 м (+1,2 м/с)  | Кирилл Сосунов Москва Рязанская область                                                       | 7,97 м (−0,1 м/с)  |
| Тройной прыжок                      | Игорь Спасовходский Москва                                                             | 17,30 м (−0,1 м/с) | Виктор Гущинский Москва Красноярский край                                                          | 17,10 м (−0,7 м/с) | Данил Буркеня Москва                                                                          | 17,08 м (−0,2 м/с) |
| Толкание ядра                       | Иван Юшков Иркутская область Новосибирская область                                     | 20,57 м            | Павел Софьин Московская область Москва                                                             | 20,05 м            | Павел Чумаченко Иркутская область                                                             | 19,90 м            |
| Метание диска                       | Богдан Пищальников Московская область Адыгея                                           | 63,57 м            | Дмитрий Шевченко Краснодарский край                                                                | 62,26 м            | Юрий Сеськин Москва Санкт-Петербург                                                           | 60,55 м            |
| Метание молота                      | Илья Коновалов Курская область                                                         | 78,76 м            | Сергей Кирмасов Орловская область                                                                  | 77,70 м            | Вадим Херсонцев Москва Санкт-Петербург                                                        | 76,83 м            |
| Метание копья                       | Сергей Макаров Московская область                                                      | 90,33 м            | Александр Иванов Москва Санкт-Петербург                                                            | 76,00 м            | Игорь Сухомлинов Кабардино-Балкария                                                           | 75,03 м            |
| Эстафета 4×100 м                    | Краснодарский край · Виктор Усенко · Сергей Яркин · Александр Белов · Александр Волков | 40,35              | Калининградская область Алексей Зрелов Антон Спиридонов Александр Антунович Андрей Прощенко        | 40,99              | Челябинская область · Андрей Прохоров · Олег Зуев · Фёдор Градволь · Павел Бичигов            | 41,03              |
| Эстафета 4×400 м                    | Москва · Максим Бабарыкин · Павел Поляков · Александр Рябов · Дмитрий Петров           | 3.07,34            | Новосибирская область · Виктор Маркин · Алексей Лебедзь · Александр Деревягин · Александр Борщенко | 3.09,93            | Свердловская область · Владимир Говядинкин · Эркен Исаков · Борис Кавешников · Александр Усов | 3.10,82            |

### Женщины
| Дисциплина                          | Золото                                                                                | Золото             | Серебро                                                                                          | Серебро            | Бронза                                                                                  | Бронза             |
| ----------------------------------- | ------------------------------------------------------------------------------------- | ------------------ | ------------------------------------------------------------------------------------------------ | ------------------ | --------------------------------------------------------------------------------------- | ------------------ |
| 100 м (ветер: −0,1 м/с)             | Ольга Фёдорова Свердловская область                                                   | 11,25              | Мария Боликова Калмыкия Волгоградская область                                                    | 11,26              | Лариса Круглова Мурманская область                                                      | 11,33              |
| 200 м (ветер: −0,2 м/с)             | Юлия Гущина Ростовская область Московская область                                     | 22,62              | Ирина Хабарова Свердловская область                                                              | 22,69              | Екатерина Кондратьева Нижегородская область Татарстан                                   | 22,87              |
| 400 м                               | Светлана Поспелова Санкт-Петербург                                                    | 49,80              | Наталья Антюх Москва Санкт-Петербург                                                             | 50,80              | Олеся Зыкина Тульская область Калужская область                                         | 50,85              |
| 800 м                               | Татьяна Андрианова Москва Ярославская область                                         | 1.56,07            | Лариса Чжао Свердловская область Пермская область                                                | 1.57,33            | Светлана Клюка Москва Хабаровский край                                                  | 1.57,35            |
| 1500 м                              | Юлия Чиженко Санкт-Петербург                                                          | 3.58,68            | Ольга Егорова Москва Чувашия                                                                     | 4.00,63            | Елена Соболева Москва Брянская область                                                  | 4.01,14            |
| 5000 м                              | Лилия Шобухова Башкортостан                                                           | 15.16,73           | Алла Жиляева Курская область Орловская область                                                   | 15.17,92           | Алёна Самохвалова Башкортостан                                                          | 15.32,72           |
| 3000 м с препятствиями              | Екатерина Волкова Курская область Татарстан                                           | 9.36,12            | Елена Задорожная Иркутская область                                                               | 9.36,92            | Елена Сидорченкова Московская область                                                   | 9.43,50            |
| 100 м с барьерами (ветер: +0,2 м/с) | Мария Коротеева Московская область                                                    | 12,81              | Наталья Русакова Санкт-Петербург                                                                 | 12,93              | Татьяна Павлий Ставропольский край                                                      | 12,97              |
| 100 м с барьерами (ветер: +0,2 м/с) | Мария Коротеева Московская область                                                    | 12,81              | Наталья Русакова Санкт-Петербург                                                                 | 12,93              | Ирина Шевченко Московская область Краснодарский край                                    | 12,97              |
| 400 м с барьерами                   | Юлия Печёнкина Московская область Красноярский край                                   | 53,01              | Евгения Исакова Санкт-Петербург                                                                  | 54,39              | Оксана Гулумян Москва                                                                   | 55,16              |
| Прыжок в высоту                     | Елена Слесаренко Волгоградская область                                                | 2,00 м             | Марина Купцова Москва                                                                            | 1,92 м             | не вручалась                                                                            |                    |
| Прыжок в высоту                     | Елена Слесаренко Волгоградская область                                                | 2,00 м             | Ольга Кычанова Санкт-Петербург Саха-Якутия                                                       | 1,92 м             | не вручалась                                                                            |                    |
| Прыжок с шестом                     | Татьяна Полнова Краснодарский край                                                    | 4,50 м             | Юлия Голубчикова Москва                                                                          | 4,40 м             | Александра Киряшова Санкт-Петербург                                                     | 4,20 м             |
| Прыжок в длину                      | Татьяна Котова Москва Алтайский край                                                  | 6,96 м (+0,2 м/с)  | Оксана Удмуртова Волгоградская область Удмуртия                                                  | 6,85 м (−0,1 м/с)  | Наталья Лебусова Санкт-Петербург Ярославская область                                    | 6,78 м (+0,6 м/с)  |
| Тройной прыжок                      | Надежда Баженова Владимирская область                                                 | 14,28 м (−0,4 м/с) | Елена Иванова Санкт-Петербург Татарстан                                                          | 14,21 м (−0,2 м/с) | Ирина Васильева Москва                                                                  | 13,95 м (−0,2 м/с) |
| Толкание ядра                       | Ольга Рябинкина Санкт-Петербург Брянская область                                      | 19,60 м            | Оксана Чибисова Ростовская область                                                               | 18,12 м            | Ольга Иванова Тверская область Москва                                                   | 18,10 м            |
| Метание диска                       | Наталья Садова Нижегородская область Новосибирская область                            | 65,63 м            | Оксана Есипчук Санкт-Петербург Брянская область                                                  | 61,45 м            | Ольга Чернявская Москва Ставропольский край                                             | 59,54 м            |
| Метание молота                      | Татьяна Лысенко Ростовская область                                                    | 75,95 м            | Ольга Кузенкова Смоленская область                                                               | 73,59 м            | Гульфия Ханафеева Москва Челябинская область                                            | 70,17 м            |
| Метание копья                       | Мария Яковенко Краснодарский край                                                     | 60,83 м            | Лада Чернова Самарская область                                                                   | 58,78 м            | Елена Макарова Москва                                                                   | 55,41 м            |
| Эстафета 4×100 м                    | Москва · Александра Антонова · Ольга Халандырёва · Ольга Кузекмаева · Елизавета Яшина | 44,64              | Санкт-Петербург · Оксана Кислова · Людмила Зуенко · Виктория Гаппова · Алина Шевченко            | 45,48              | Кировская область · Олеся Фесько · Ольга Первякова · Ксения Жукова · Екатерина Каманина | 45,80              |
| Эстафета 4×400 м                    | Москва · Мария Лисниченко · Жанна Кащеева · Оксана Гулумян · Наталья Лавшук           | 3.29,72            | Нижегородская область · Екатерина Кондратьева · Юлия Сотникова · Жанна Матвеева · Мария Дряхлова | 3.31,86            | Ульяновская область Юлия Зайцева Татьяна Егорова Ольга Сурина Наталья Перякова          | 3.32,55            |

## Зимний чемпионат России по длинным метаниям
Зимний чемпионат России по длинным метаниям 2005 прошёл 18—20 февраля в Адлере на стадионе «Юность-2001». В программе соревнований были представлены метание диска, метание молота и метание копья. В метании молота у мужчин гроссмейстерский результат показал Алексей Загорный, пославший снаряд за отметку 80 метров — 80,81 м. Мария Абакумова в метании копья среди женщин установила новый рекорд России среди юниорок (до 20 лет) — 58,60 м.

### Мужчины
| Дисциплина     | Золото                                       | Золото  | Серебро                             | Серебро | Бронза                                        | Бронза  |
| -------------- | -------------------------------------------- | ------- | ----------------------------------- | ------- | --------------------------------------------- | ------- |
| Метание диска  | Богдан Пищальников Московская область Адыгея | 64,08 м | Юрий Сеськин Москва Санкт-Петербург | 59,28 м | Александр Боричевский Санкт-Петербург         | 59,16 м |
| Метание молота | Алексей Загорный Москва Ярославская область  | 80,81 м | Сергей Кирмасов Орловская область   | 77,28 м | Илья Коновалов Курская область                | 76,60 м |
| Метание копья  | Александр Иванов Москва Санкт-Петербург      | 82,12 м | Игорь Сухомлинов Кабардино-Балкария | 74,54 м | Александр Барановский Калининградская область | 73,00 м |

### Женщины
| Дисциплина     | Золото                                                     | Золото  | Серебро                             | Серебро | Бронза                                       | Бронза  |
| -------------- | ---------------------------------------------------------- | ------- | ----------------------------------- | ------- | -------------------------------------------- | ------- |
| Метание диска  | Наталья Садова Нижегородская область Новосибирская область | 63,36 м | Оксана Тучак Краснодарский край     | 59,39 м | Ольга Чернявская Москва Ставропольский край  | 58,28 м |
| Метание молота | Екатерина Хороших Ростовская область                       | 71,28 м | Татьяна Лысенко Ростовская область  | 67,67 м | Гульфия Ханафеева Москва Челябинская область | 67,00 м |
| Метание копья  | Лада Чернова Самарская область                             | 58,88 м | Мария Абакумова Ставропольский край | 58,60 м | Мария Яковенко Краснодарский край            | 55,31 м |

## Зимний чемпионат России по спортивной ходьбе
Зимний чемпионат России по спортивной ходьбе 2005 прошёл 12—13 марта в Адлере. Мужчины соревновались на дистанциях 20 км и 35 км, женщины — на 20 км. 19-летний Владимир Канайкин в мужском заходе на 35 км повторил своё же высшее мировое достижение на данной дистанции, установленное годом ранее — 2:23.17. Среди мужчин, участвовавших в ходьбе на 20 км, сразу 5 человек показали результаты экстра-класса, преодолев рубеж 1:19.

### Мужчины
| Дисциплина      | Золото                      | Золото  | Серебро                          | Серебро | Бронза                                        | Бронза  |
| --------------- | --------------------------- | ------- | -------------------------------- | ------- | --------------------------------------------- | ------- |
| Ходьба на 20 км | Владимир Парваткин Мордовия | 1:18.06 | Илья Марков Свердловская область | 1:18.17 | Владимир Станкин Челябинская область Мордовия | 1:18.22 |
| Ходьба на 35 км | Владимир Канайкин Мордовия  | 2:23.17 | Сергей Кирдяпкин Мордовия        | 2:25.57 | Юрий Андронов Самарская область               | 2:30.22 |

### Женщины
| Дисциплина      | Золото                   | Золото  | Серебро                  | Серебро | Бронза                  | Бронза  |
| --------------- | ------------------------ | ------- | ------------------------ | ------- | ----------------------- | ------- |
| Ходьба на 20 км | Ираида Пудовкина Чувашия | 1:26.28 | Татьяна Козлова Мордовия | 1:27.30 | Ирина Станкина Мордовия | 1:27.56 |

## Чемпионат России по горному бегу (вверх)
VI чемпионат России по горному бегу (вверх) состоялся 2 апреля 2005 года в Железноводске, Ставропольский край. Участники выявляли сильнейших на трассе, проложенной на склоне горы Бештау. На старт вышли 54 участника (40 мужчин и 14 женщин) из 17 регионов России. Чемпионами страны стали 19-летний Андрей Сафронов и ещё более молодая Юлия Мочалова, которой на момент соревнований было 17 лет. Несмотря на юный возраст, ей удалось опередить серебряного призёра почти на 2 минуты.

### Мужчины
| Дисциплина                        | Золото                       | Золото | Серебро                             | Серебро | Бронза                           | Бронза |
| --------------------------------- | ---------------------------- | ------ | ----------------------------------- | ------- | -------------------------------- | ------ |
| 7,3 км перепад высот: +963 м −7 м | Андрей Сафронов Башкортостан | 45.42  | Вячеслав Буслаев Смоленская область | 45.50   | Александр Кудрин Курская область | 46.37  |

### Женщины
| Дисциплина                          | Золото                              | Золото | Серебро                              | Серебро | Бронза                               | Бронза |
| ----------------------------------- | ----------------------------------- | ------ | ------------------------------------ | ------- | ------------------------------------ | ------ |
| 6,615 км перепад высот: +730 м −7 м | Юлия Мочалова Нижегородская область | 41.37  | Ксения Агафонова Ярославская область | 43.35   | Евдокия Короткова Московская область | 44.22  |

## Чемпионат России по кроссу (весна)
Весенний чемпионат России по кроссу состоялся 29 апреля 2005 года в городе Жуковский, Московская область. Было разыграно 4 комплекта наград. Мужчины соревновались на дистанциях 4 км и 8 км, женщины — 2 км и 6 км.

### Мужчины
| Дисциплина | Золото                                                   | Золото | Серебро                      | Серебро | Бронза                                         | Бронза |
| ---------- | -------------------------------------------------------- | ------ | ---------------------------- | ------- | ---------------------------------------------- | ------ |
| Кросс 4 км | Сергей Иванов Чувашия                                    | 11.16  | Андрей Ольшанский Москва     | 11.18   | Роман Усов Челябинская область Курская область | 11.22  |
| Кросс 8 км | Дмитрий Максимов Вологодская область Костромская область | 23.19  | Сергей Лукин Санкт-Петербург | 23.31   | Дмитрий Семёнов Костромская область            | 23.35  |

### Женщины
| Дисциплина | Золото                         | Золото | Серебро                                   | Серебро | Бронза                                                      | Бронза |
| ---------- | ------------------------------ | ------ | ----------------------------------------- | ------- | ----------------------------------------------------------- | ------ |
| Кросс 2 км | Алёна Самохвалова Башкортостан | 6.12   | Евгения Пантелеева Московская область     | 6.15    | Наталья Пантелеева Московская область Нижегородская область | 6.15   |
| Кросс 6 км | Галина Богомолова Башкортостан | 19.30  | Мария Коновалова Москва Иркутская область | 19.34   | Елена Сидорченкова Московская область                       | 19.46  |

## Чемпионат России по суточному бегу по стадиону
Чемпионат России по суточному бегу по стадиону прошёл 7—8 мая на Южном спортивном ядре спорткомплекса «Лужники» в Москве в рамках XIV сверхмарафона «Сутки бегом». На старт вышли 65 легкоатлетов из 26 регионов страны (51 мужчина и 14 женщин). Людмила Калинина показала второй результат в российской истории (241 521 м), проиграв только один километр национальному рекорду Ирины Реутович (242 624 м). При этом результат победительницы стал лучшим и в абсолютном зачёте: чемпион страны среди мужчин Тимур Абзалилов уступил Калининой 7 километров.

### Мужчины
| Дисциплина   | Золото                    | Золото    | Серебро                       | Серебро   | Бронза                              | Бронза    |
| ------------ | ------------------------- | --------- | ----------------------------- | --------- | ----------------------------------- | --------- |
| Суточный бег | Тимур Абзалилов Татарстан | 234 540 м | Маёр Набиев Тюменская область | 226 705 м | Алексей Арефьев Кемеровская область | 224 800 м |

### Женщины
| Дисциплина   | Золото                              | Золото    | Серебро               | Серебро   | Бронза                            | Бронза    |
| ------------ | ----------------------------------- | --------- | --------------------- | --------- | --------------------------------- | --------- |
| Суточный бег | Людмила Калинина Ивановская область | 241 521 м | Галина Ерёмина Москва | 223 933 м | Ирина Рысина Оренбургская область | 210 600 м |

## Чемпионат России по горному бегу (вверх-вниз)
VII чемпионат России по горному бегу (вверх-вниз) состоялся 21 мая 2005 года в посёлке Токсово, Ленинградская область. Соревнования прошли на базе местного Военного института физической культуры. На старт вышли 29 участников (19 мужчин и 10 женщин) из 9 регионов страны.

### Мужчины
| Дисциплина                           | Золото                             | Золото  | Серебро                                  | Серебро | Бронза                              | Бронза  |
| ------------------------------------ | ---------------------------------- | ------- | ---------------------------------------- | ------- | ----------------------------------- | ------- |
| 12 км перепад высот: +1400 м −1400 м | Эдуард Архипов Костромская область | 1:00.36 | Александр Топычканов Ярославская область | 1:00.57 | Алексей Ефремов Ярославская область | 1:03.01 |

### Женщины
| Дисциплина                          | Золото                               | Золото | Серебро                     | Серебро | Бронза                              | Бронза |
| ----------------------------------- | ------------------------------------ | ------ | --------------------------- | ------- | ----------------------------------- | ------ |
| 6,9 км перепад высот: +800 м −800 м | Ксения Агафонова Ярославская область | 36.46  | Вера Сухова Санкт-Петербург | 39.46   | Лариса Шелехова Ярославская область | 41.14  |

## Чемпионат России по марафону
Чемпионат России по марафону 2005 состоялся 22 мая в Москве в рамках IX Московского марафона «Лужники». Соревнования прошли при тёплой погоде (20-25 градусов) с переменной облачностью. Чемпионом России у мужчин во второй раз в карьере стал Алексей Соколов (ст.) с относительно невысоким результатом 2:17.35.

### Мужчины
| Дисциплина | Золото                                | Золото  | Серебро                          | Серебро | Бронза                          | Бронза  |
| ---------- | ------------------------------------- | ------- | -------------------------------- | ------- | ------------------------------- | ------- |
| Марафон    | Алексей Соколов (ст.) Санкт-Петербург | 2:17.35 | Андрей Чернышов Липецкая область | 2:18.07 | Андрей Латышев Пермская область | 2:18.21 |

### Женщины
| Дисциплина | Золото                                 | Золото  | Серебро                              | Серебро | Бронза                                  | Бронза  |
| ---------- | -------------------------------------- | ------- | ------------------------------------ | ------- | --------------------------------------- | ------- |
| Марафон    | Нина Поднебеснова Оренбургская область | 2:40.46 | Гульнара Выговская Самарская область | 2:42.48 | Оксана Кузьмичёва Новосибирская область | 2:44.56 |

## Чемпионат России по спортивной ходьбе
Чемпионат России по спортивной ходьбе 2005 года прошёл 11—12 июня в Саранске. Были разыграны 3 комплекта медалей на олимпийских дистанциях 20 км у мужчин и женщин и 50 км у мужчин. Трасса была проложена по улице Ульянова. На соревнованиях проходил один из этапов отбора спортсменов в сборную России для участия в чемпионате мира по лёгкой атлетике. В чемпионате приняли участие более 200 спортсменов, представлявших около 20 регионов России. Вне конкурса участвовали спортсмены из Казахстана и Белоруссии. Соревнования прошли при тёплой и ясной погоде. В мужском заходе на 20 км Владимир Парваткин и Виктор Бураев вели напряжённую борьбу и показали в итоге одинаковое время, но судьи на финише отдали предпочтение Парваткину. На дистанции 50 км с высоким результатом 3:40.40 и преимуществом над ближайшим преследователем более 10 минут первенствовал 20-летний Владимир Канайкин, а его сверстница Ольга Каниськина стала 2-й в зачёте среди женщин.

### Мужчины
| Дисциплина      | Золото                      | Золото  | Серебро                                   | Серебро | Бронза                                      | Бронза  |
| --------------- | --------------------------- | ------- | ----------------------------------------- | ------- | ------------------------------------------- | ------- |
| Ходьба на 20 км | Владимир Парваткин Мордовия | 1:21.24 | Виктор Бураев Мордовия Пензенская область | 1:21.24 | Дмитрий Есипчук Челябинская область         | 1:22.35 |
| Ходьба на 50 км | Владимир Канайкин Мордовия  | 3:40.40 | Владимир Потёмин Мордовия                 | 3:51.34 | Сергей Мелентьев Москва Кемеровская область | 3:59.18 |

### Женщины
| Дисциплина      | Золото                              | Золото  | Серебро                   | Серебро | Бронза                   | Бронза  |
| --------------- | ----------------------------------- | ------- | ------------------------- | ------- | ------------------------ | ------- |
| Ходьба на 20 км | Татьяна Гудкова Челябинская область | 1:29.02 | Ольга Каниськина Мордовия | 1:29.25 | Ираида Пудовкина Чувашия | 1:29.57 |

## Чемпионат России по многоборьям, бегу на 1 милю и 10 000 метров
Чемпионат России 2005 в беге на 1 милю, 10 000 метров и дисциплинах многоборья был проведён 14—15 июня в Туле. Состязания прошли на стадионе «Арсенал». В мужском десятиборье за явным преимуществом победу одержал Алексей Дроздов, единственный из всех участников набравший больше 8000 очков. У женщин в семиборье плотность результатов была заметно выше, а чемпионкой России во второй раз в карьере стала Наталья Рощупкина. Только она из всех участниц смогла преодолеть рубеж в 6000 очков.

### Мужчины
| Дисциплина         | Золото                                                   | Золото     | Серебро                                   | Серебро    | Бронза                                        | Бронза     |
| ------------------ | -------------------------------------------------------- | ---------- | ----------------------------------------- | ---------- | --------------------------------------------- | ---------- |
| 1 миля (1609,34 м) | Дмитрий Онуфриенко Москва Нижегородская область          | 4.01,51    | Павел Наумов Москва Белгородская область  | 4.01,62    | Дмитрий Четвергов Москва Владимирская область | 4.02,43    |
| 10 000 м           | Дмитрий Максимов Вологодская область Костромская область | 28.41,17   | Сергей Рязанцев Москва                    | 28.57,01   | Дмитрий Бурмакин Хакасия                      | 29.02,96   |
| Десятиборье        | Алексей Дроздов Москва Брянская область                  | 8120 очков | Николай Тищенко Москва Краснодарский край | 7755 очков | Александр Кислов Иркутская область            | 7598 очков |

### Женщины
| Дисциплина         | Золото                             | Золото    | Серебро                                  | Серебро   | Бронза                                         | Бронза    |
| ------------------ | ---------------------------------- | --------- | ---------------------------------------- | --------- | ---------------------------------------------- | --------- |
| 1 миля (1609,34 м) | Елена Каналес Калужская область    | 4.28,29   | Наталья Павловская Волгоградская область | 4.28,90   | Екатерина Волкова Курская область Татарстан    | 4.29,60   |
| 10 000 м           | Галина Богомолова Башкортостан     | 31.04,61  | Алёна Самохвалова Башкортостан           | 31.12,57  | Алла Жиляева Курская область Орловская область | 31.14,27  |
| Семиборье          | Наталья Рощупкина Липецкая область | 6003 очка | Ольга Левенкова Кемеровская область      | 5973 очка | Юлия Игнаткина Москва Нижегородская область    | 5931 очко |

## Чемпионат России по бегу на 50 и 100 км
Чемпионат России по бегу на 50 и 100 километров прошёл 7 августа в подмосковном городе Пущино. На старт вышли 20 легкоатлетов из 10 регионов страны (15 мужчин и 5 женщин). Соревнования прошли при жаркой погоде (+27 градусов) на круге длиной 2,5 километра.

### Мужчины
| Дисциплина | Золото                               | Золото  | Серебро                        | Серебро | Бронза                         | Бронза  |
| ---------- | ------------------------------------ | ------- | ------------------------------ | ------- | ------------------------------ | ------- |
| 50 км      | Вячеслав Родионов Московская область | 2:59.04 | Игорь Тяжкороб Курская область | 3:02.27 | Андрей Никишёв Курская область | 3:05.24 |
| 100 км     | Алексей Измайлов Ярославская область | 7:40.12 | Александр Зацепин Москва       | 8:24.06 | Алексей Барсков Мордовия       | 8:41.33 |

### Женщины
| Дисциплина | Золото                                 | Золото  | Серебро                                | Серебро | Бронза                          | Бронза   |
| ---------- | -------------------------------------- | ------- | -------------------------------------- | ------- | ------------------------------- | -------- |
| 50 км      | Светлана Савоськина Московская область | 3:57.07 | Майя Соколова Брянская область         | 4:45.28 | не вручалась [a]                |          |
| 100 км     | Ирина Коваль Московская область        | 9:00.18 | Екатерина Малафеева Мурманская область | 9:47.13 | Елена Симутина Брянская область | 10:01.14 |

a  В беге на 50 км стартовали только две участницы.

## Чемпионат России по суточному бегу по шоссе
Чемпионат России по суточному бегу по шоссе прошёл 3—4 сентября в Санкт-Петербурге в рамках 19-го пробега «Испытай себя». На старт вышли 77 легкоатлетов (65 мужчин и 12 женщин). Анатолий Кругликов в восьмой раз (и третий подряд) выиграл сверхмарафон «Испытай себя».

### Мужчины
| Дисциплина   | Золото                                | Золото    | Серебро                        | Серебро   | Бронза                             | Бронза    |
| ------------ | ------------------------------------- | --------- | ------------------------------ | --------- | ---------------------------------- | --------- |
| Суточный бег | Анатолий Кругликов Смоленская область | 256 936 м | Роман Салий Московская область | 253 005 м | Максим Воробьёв Московская область | 241 030 м |

### Женщины
| Дисциплина   | Золото                          | Золото    | Серебро                                | Серебро   | Бронза                            | Бронза    |
| ------------ | ------------------------------- | --------- | -------------------------------------- | --------- | --------------------------------- | --------- |
| Суточный бег | Ирина Коваль Московская область | 225 660 м | Ирина Реутович Калининградская область | 224 264 м | Ирина Рысина Оренбургская область | 219 283 м |

## Чемпионат России по полумарафону
Чемпионат России по полумарафону 2005 состоялся 11 сентября в Саранске в рамках XXXIII Международного полумарафона на призы Петра Болотникова. В соревнованиях приняли участие 150 легкоатлетов из 16 регионов страны, боровшиеся за место в сборной России для участия в чемпионате мира по полумарафону в канадском Эдмонтоне. Старт и финиш забегов были расположены на стадионе «Старт». Состязания проходили при жаркой погоде, столбик термометра доходил до +30 градусов, чем объясняются не самые высокие результаты победителей и призёров чемпионата.

### Мужчины
| Дисциплина  | Золото                 | Золото  | Серебро               | Серебро | Бронза                           | Бронза  |
| ----------- | ---------------------- | ------- | --------------------- | ------- | -------------------------------- | ------- |
| Полумарафон | Сергей Давыдов Чувашия | 1:06.38 | Сергей Рыбин Мордовия | 1:06.44 | Андрей Чернышов Липецкая область | 1:06.51 |

### Женщины
| Дисциплина  | Золото                            | Золото  | Серебро                             | Серебро | Бронза                            | Бронза  |
| ----------- | --------------------------------- | ------- | ----------------------------------- | ------- | --------------------------------- | ------- |
| Полумарафон | Ирина Тимофеева Самарская область | 1:13.52 | Ирина Сафарова Оренбургская область | 1:15.31 | Елена Жилкина Воронежская область | 1:16.44 |

## Состав сборной России для участия в чемпионате мира
По итогам чемпионата и с учётом выполнения необходимых нормативов, в состав сборной для участия в чемпионате мира по лёгкой атлетике в Хельсинки вошёл 101 легкоатлет:
Мужчины
Эстафета 4х100 м: Андрей Епишин, Олег Сергеев, Александр Смирнов, Александр Рябов, Игорь Гостев, Михаил Егорычев.

Эстафета 4х400 м: Дмитрий Форшев, Андрей Рудницкий, Владислав Фролов, Андрей Полукеев, Олег Мишуков, Евгений Лебедев.

800 м: Юрий Борзаковский — имел освобождение от отбора, Дмитрий Богданов.

Марафон: Олег Болоховец, Григорий Андреев, Дмитрий Бурмакин.

3000 м с препятствиями: Роман Усов, Андрей Ольшанский.

110 м с барьерами: Игорь Перемота.

400 м с барьерами: Михаил Липский — позднее снялся с турнира.

Прыжок в высоту: Ярослав Рыбаков — имел освобождение от отбора, Вячеслав Воронин, Андрей Терёшин.

Прыжок с шестом: Игорь Павлов, Павел Герасимов.

Прыжок в длину: Виталий Шкурлатов.

Тройной прыжок: Игорь Спасовходский, Виктор Гущинский, Данил Буркеня.

Толкание ядра: Иван Юшков, Антон Любославский — отобрался по итогам чемпионата Европы среди молодёжи.

Метание диска: Богдан Пищальников.

Метание молота: Илья Коновалов, Сергей Кирмасов, Вадим Херсонцев.

Метание копья: Сергей Макаров — имел специальное приглашение ИААФ как действующий чемпион мира, Александр Иванов.

Десятиборье: Александр Погорелов — имел освобождение от отбора, Алексей Дроздов, Алексей Сысоев.

Ходьба 20 км: Илья Марков, Владимир Станкин, Виктор Бураев.

Ходьба 50 км: Сергей Кирдяпкин, Алексей Воеводин, Владимир Канайкин.
Женщины
100 м: Ольга Фёдорова, Мария Боликова, Лариса Круглова.

200 м: Юлия Гущина, Ирина Хабарова, Елена Болсун.

Эстафета 4х100 м: Ольга Фёдорова, Юлия Гущина, Мария Боликова, Ирина Хабарова, Лариса Круглова, Екатерина Кондратьева.

400 м: Светлана Поспелова, Наталья Антюх, Олеся Зыкина.

Эстафета 4х400 м: Светлана Поспелова, Наталья Антюх, Олеся Зыкина, Татьяна Фирова, Олеся Красномовец, Мария Лисниченко.

800 м: Татьяна Андрианова, Лариса Чжао, Светлана Черкасова.

1500 м: Татьяна Томашова — имела специальное приглашение ИААФ как действующая чемпионка мира, Юлия Чиженко, Ольга Егорова, Елена Соболева.

5000 м: Лилия Шобухова.

10 000 м: Галина Богомолова, Алёна Самохвалова, Алла Жиляева.

Марафон: Алина Иванова, Ирина Пермитина.

3000 м с препятствиями: Екатерина Волкова, Елена Задорожная, Наталья Измоденова.

100 м с барьерами: Мария Коротеева, Наталья Русакова, Ирина Шевченко.

400 м с барьерами: Юлия Печёнкина, Евгения Исакова — позднее снялась с турнира, Оксана Гулумян.

Прыжок в высоту: Анна Чичерова — имела освобождение от отбора, Елена Слесаренко — позднее снялась с турнира, Татьяна Кивимяги — отобралась по итогам чемпионата Европы среди молодёжи.

Прыжок с шестом: Елена Исинбаева — имела освобождение от отбора, Татьяна Полнова.

Прыжок в длину: Ирина Симагина — имела освобождение от отбора, позднее снялась с турнира, Татьяна Котова, Оксана Удмуртова.

Тройной прыжок: Татьяна Лебедева — имела специальное приглашение ИААФ как действующая чемпионка мира, Анна Пятых, Виктория Гурова — имели освобождение от отбора, Надежда Баженова.

Толкание ядра: Светлана Кривелёва — имела специальное приглашение ИААФ как действующая чемпионка мира, Ольга Рябинкина, Оксана Чибисова, Ольга Иванова.

Метание диска: Наталья Садова, Оксана Есипчук.

Метание молота: Татьяна Лысенко, Ольга Кузенкова, Екатерина Хороших — отобралась по итогам чемпионата Европы среди молодёжи.

Метание копья: Мария Яковенко.

Ходьба 20 км: Елена Николаева — имела специальное приглашение ИААФ как действующая чемпионка мира, Олимпиада Иванова, Юлия Воеводина, Татьяна Гудкова.